# Brachiaphodius yuan
Brachiaphodius yuan är en skalbaggsart som beskrevs av Kral 2000. Brachiaphodius yuan ingår i släktet Brachiaphodius och familjen Aphodiidae. Inga underarter finns listade.